# 凯里西站
凯里西站位于贵州省黔东南苗族侗族自治州凯里市碧波镇内，距麻江县高速公路收费站10公里，为沪昆铁路上的一个四等客运、货运站，始建于1974年，原名白秧坪站。2000年更名为麻江站；2016年9月10日更名为凯里西站，而此前碧波镇已从麻江县划入凯里市。

## 停车次数
凯里西站，每天途径本站有87次列车，停靠则2趟。

## 交通状况
途经麻江火车站公交车 
- 麻江—碧波
- 碧波—炉山

## 周边景区
- 西江苗寨
- 下司古镇
- 斗篷山